# Carl Frick (politiker, född 1934)
Carl Ernst Gilius Frick, född 23 juni 1934 i Kinnareds församling i Hallands län, är en svensk miljöpartistisk politiker, som mellan 1988 och 1991 var riksdagsledamot för Skaraborgs län. Han var 1988–1991 ledamot av finansutskottet. Sedermera gift med Gudrun Lindvall. Frick är far till författaren Charlotte Cronquist. Han är fortfarande (2017) aktiv i Miljöpartiet och sitter i en kommunal bolagsstyrelse i Katrineholm och i Miljöpartiets riksvalberedning.